# لئو فورفوست
لئو فورفوست (انگلیسی: Leo Fortune-West؛ زادهٔ ۹ آوریل ۱۹۷۱) بازیکن فوتبال اهل بریتانیا است.
از باشگاه‌هایی که در آن بازی کرده‌است می‌توان به باشگاه فوتبال شروزبری تاون، باشگاه فوتبال کمبریج یونایتد، باشگاه فوتبال دارتفورد، باشگاه فوتبال دونکستر راورز، باشگاه فوتبال یورک سیتی، باشگاه فوتبال روترهام یونایتد، باشگاه فوتبال کاردیف سیتی، باشگاه فوتبال هندون، باشگاه فوتبال گیلینگام، باشگاه فوتبال تورکی یونایتد، باشگاه فوتبال نورث فریبی یونایتد، باشگاه فوتبال لینکولن سیتی، باشگاه فوتبال استیونج، باشگاه فوتبال آلفرتون تاون، باشگاه فوتبال بیشاپس استورتفورد، باشگاه فوتبال داگنم و ردبریج، باشگاه فوتبال برنتفورد، و باشگاه فوتبال لیتون اورینت اشاره کرد.